# San Andreas (Kalifornia)
San Andreas – jednostka osadnicza w Stanach Zjednoczonych, położone w centralnej części stanu Kalifornia. Według danych na rok 2010 jednostka osadnicza liczy 2783 mieszkańców. Jednostka osadnicza jest siedzibą władz administracyjnych hrabstwa Calaveras.

## Geografia
Według danych statystycznych U.S. Census Bureau jednostka osadnicza San Andreas zajmuje powierzchnię 21,741 km², z czego 21 km² stanowią lądy, a 0,041 km² (0,19%) to wody.

## Klimat
Według klasyfikacji klimatycznej usystematyzowanej przez Wladimira Köppena, jednostka osadnicza położone jest w klimacie śródziemnomorskim (Csa).

## Demografia

### 2000
Według spisu z 2000 roku w San Andreas mieszkało 2615 osób prowadzących 1097 gospodarstw domowych, stanowiących 652 rodziny. Gęstość zaludnienia wynosiła wówczas 115,5 osób/km². W mieście zbudowanych było 1167 budynków mieszkalnych (średnia gęstość zabudowań mieszkalnych to 51,6 domu/km²).
Spośród 1097 gospodarstw domowych:
- 28,0% zamieszkują rodziny z dziećmi poniżej 18. roku życia
- 41,9% stanowią małżeństwa mieszkające razem
- 13,8% stanowią kobiety nie posiadające męża
- 40,5% stanowią osoby samotne

34,2% wszystkich gospodarstw domowych składa się z jednej osoby, a 18,4% żyjących samotnie jest w wieku 65 lat lub starszych. Średnia wielkość gospodarstwa domowego wynosi 2,24 osoby, a średnia wielkość rodziny to 2,85 osoby.
Średni roczny dochód dla gospodarstwa domowego w San Andreas wynosi 32 500 dolarów, a średni roczny dochód dla rodziny wynosi 37 969 dolary. Średni roczny dochód mężczyzn to 39 583 dolary, zaś kobiet to 24 500 dolarów. Dochód roczny na osobę w mieście wynosi 16 813 dolarów. 14,4% rodzin, a zarazem 14,8% mieszkańców żyje poniżej relatywnej granicy ubóstwa, w tym 19,5% osób w wieku poniżej 18 lat i 8,9% mieszkańców powyżej 65. roku życia.
Wiek mieszkańców
Podział mieszkańców ze względu na wiek:
- <18 − 24,2%
- 18-24 − 7,6%
- 25-44 − 21,6%
- 45-64 − 22,6%
- >65− 23,9%

Średnia wieku mieszkańców: 43 lata.
Na każde 100 kobiet przypada 89,8 mężczyzn (zaś na 100 kobiet powyżej 18. roku życia przypada 81,9 mężczyzn).
Rasa mieszkańców
Podział mieszkańców ze względu na rasę:
- rasa biała - 92,1%
- rasa czarna lub Afroamerykanie - 0,1%
- rdzenni mieszkańcy Ameryki - 1,5%
- Azjaci - 0,7%
- inna rasa - 2,0%
- ludność dwóch lub więcej ras - 3,6%
- Hiszpanie lub Latynosi - 6,4%

### 2010
Według spisu z 2010 roku w San Andreas mieszkało 2783 osób. Gęstość zaludnienia wynosiła wówczas 128 osób/km².
Wiek mieszkańców
Podział mieszkańców ze względu na wiek:
- <18 − 21,0%
- 18-24 − 7,1%
- 25-44 − 21,2%
- 45-64 − 27,9%
- >65− 22,8%

Średnia wieku mieszkańców: 45,7 lata.
Na każde 100 kobiet przypada 88,6 mężczyzn (zaś na 100 kobiet powyżej 18. roku życia przypada 85 mężczyzn).
Rasa mieszkańców
Podział mieszkańców ze względu na rasę:
- rasa biała - 88,1%
- rasa czarna lub Afroamerykanie - 0,8%
- rdzenni mieszkańcy Ameryki - 1,7%
- Azjaci - 1,0%
- rdzenni mieszkańcy wysp Pacyfiku - 0,1% (1 osoba)
- inna rasa - 3,0%
- ludność dwóch lub więcej ras - 5,3%
- Hiszpanie lub Latynosi - 9,2%

Ze spisu wynika, że 2595 mieszkańców San Andreas (93,2%) zamieszkiwało w domach prywatnych, 21 osób (0,8%) mieszkało w ośrodkach niemających statusu instytucji publicznej, zaś 176 (6,0%) zamieszkuje w ośrodkach mających status instytucji publicznej.